# Lijst van gevelniskapelletjes in Pepingen
Dit is een overzicht van gevelniskapelletjes in Pepingen in de Belgische provincie Vlaams-Brabant.

## Gevelniskapel Cantempréstraat 1

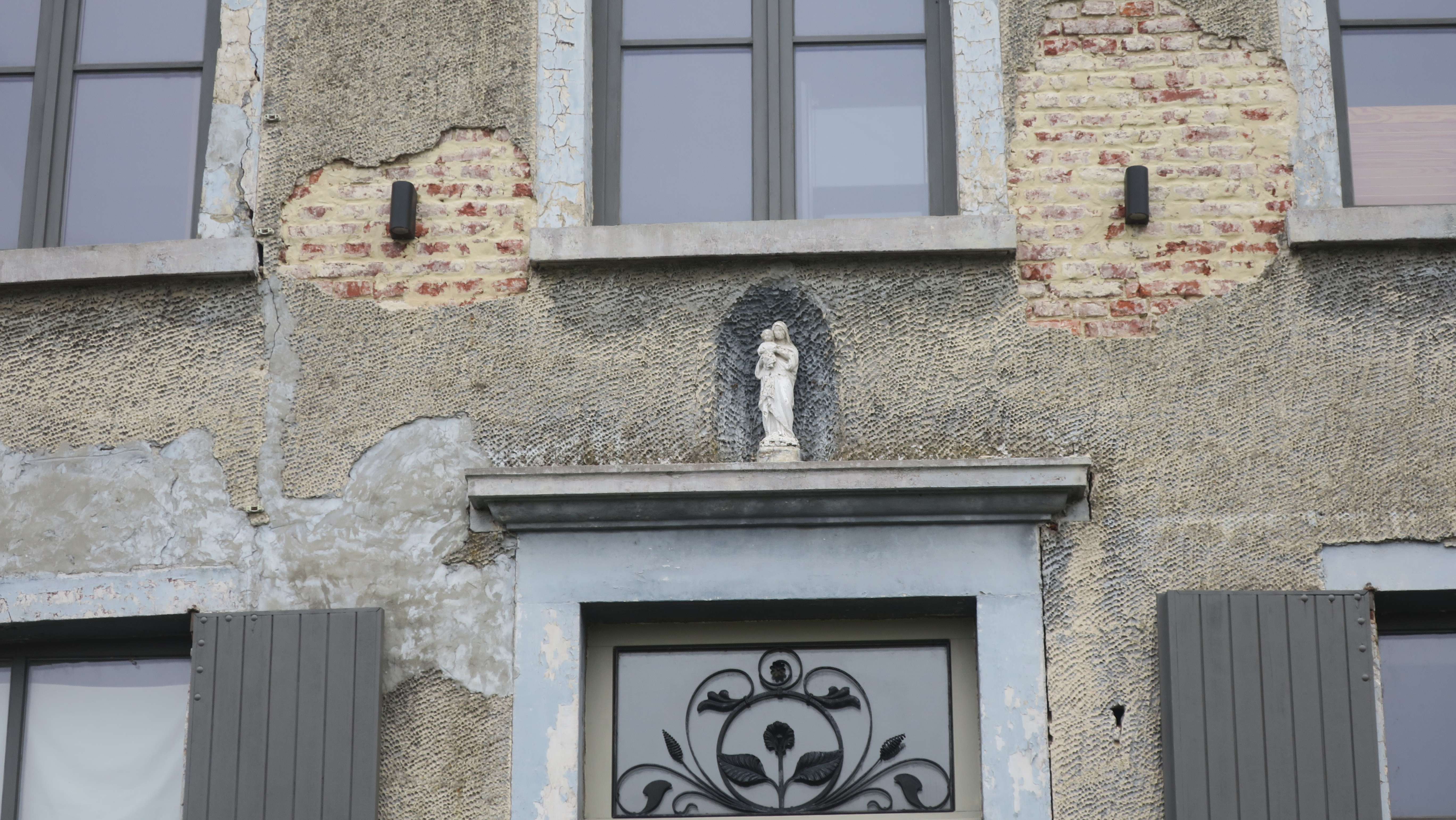
Gevelniskapel Cantempréstraat 1

Deze gevelniskapel bevindt zich in Bellingen, een deelgemeente van Pepingen. De kapel is ingewerkt in de voorgevel van de pastorie gelegen aan de Cantempréstraat 1. Deze pastorie maakt deel uit van het beschermde dorpsgezicht van de ‘hoeven Cantimpré en Hof ter Kammen met omgeving’.
De eenvoudige gevelniskapel is rondbogig van vorm en is uitgewerkt in de gecementeerde voorgevel van de pastorie. In de nis prijkt een beeld van Onze-Lieve-Vrouw met op haar arm het kindje Jezus. Het witte beeld staat op de bovendorpel van de voordeur.
De pastorie bevindt zich naast het kerkhof van de parochiekerk Onze-Lieve-Vrouw. Deze kerk is aangeduid als beschermd monument.

## Gevelniskapel Hoesnaek 38
Deze kapel is ingewerkt in de voorgevel van het hoekhuis gelegen aan de Hoesnaek 38.
De hoeve werd gebouwd in 1904 door de familie Cornelis met zelfgebakken stenen.
De niskapel is rondbogig van vorm waarbij enkel de boog omlijst is met halve bakstenen. Omheen deze omlijsting bevindt er zich een boog van zwarte stenen die bekroond is met een Latijns kruis. De nis is afgesloten door een diefijzer. Het oorspronkelijke Onze-Lieve-Vrouwbeeld uit Brussels porselein werd vervangen in 2000.

## Gevelniskapel Boekhoutstraat 27

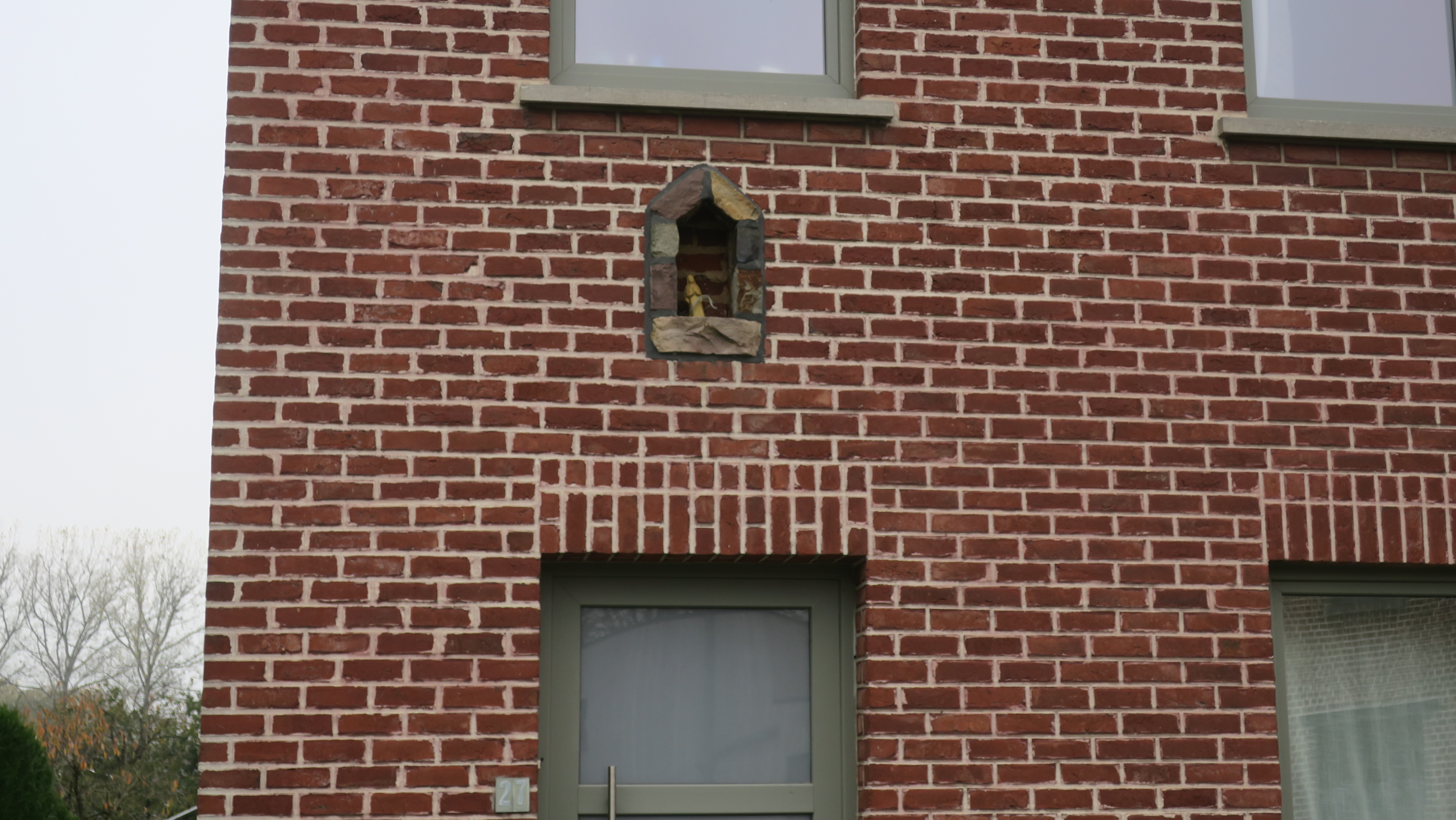
Gevelniskapel Boekhoutstraat 27

Deze kapel is ingewerkt in de voorgevel van het woonhuis gelegen aan de Boekhoutstraat 27.
Het echtpaar Jozef Brisaert en Maria Albert lieten dit huis rond 1973 bouwen en wilden hun devotie aan Onze-Lieve-Vrouw integreren in hun woning.
De kleine gevelniskapel heeft een omlijsting van natuursteen en bevindt zich boven de voordeur. In de nis staat een beeld van Onze-Lieve-Vrouw van Halle.

## Kastkapel Trapstraat 33
Deze kastkapel was bevestigd aan de voorgevel van het woonhuis gelegen aan de Trapstraat 33 in de Vlaams-Brabantse gemeente Pepingen. De woning werd in 2019/2020 gesloopt.
Op de zijgevel van de woning werd het jaartal 1899 vermeld.
Het kapelletje was bevestigd boven de poort van het huis en was vervaardigd uit hout. Onderaan stond het opschrift ‘AVE MARIA’ en in het kastje stond een beeldje achter (plexi)glas.